# Кашперо-Миколаївська сільська рада
Ка́шперо-Микола́ївська сільська́ ра́да — адміністративно-територіальна одиниця та орган місцевого самоврядування в Баштанському районі Миколаївської області. Адміністративний центр — село Кашперо-Миколаївка.

## Загальні відомості
- Населення ради: 1 035 осіб (станом на 2001 рік)

## Населені пункти
Сільській раді були підпорядковані населені пункти:
- с. Кашперо-Миколаївка
- с. Зелений Гай
- с. Катеринівка
- с. Любарка
- с. Новопетрівка
- с. Новофонтанка
- с. Свобода

## Склад ради
Рада складалася з 16 депутатів та голови.
- Голова ради: Слюсаренко Олена Василівна
- Секретар ради: Польшина Валентина Миколаївна

### Керівний склад попередніх скликань
| Прізвище, ім'я, по батькові | Основні відомості                                                                       | Дата обрання | Дата звільнення |
| --------------------------- | --------------------------------------------------------------------------------------- | ------------ | --------------- |
| Шевченко Юрій Вікторович    | Сільський голова, 1967 року народження, освіта середня спеціальна, член Партії регіонів | 26.03.2006   | 31.10.2010      |
| Шевченко Юрій Вікторович    | Сільський голова, 1967 року народження, освіта середня спеціальна, член Партії регіонів | 31.10.2010   | 11.12.2011      |
| Слюсаренко Олена Василівна  | Сільський голова, 1974 року народження, освіта середня спеціальна, член Партії регіонів | 11.12.2011   |                 |

Примітка: таблиця складена за даними сайту Верховної Ради України

### Депутати
За результатами місцевих виборів 2010 року депутатами ради стали:

#### За суб'єктами висування
| Суб'єкт висування                                       | Кількість обраних депутатів | %    |
| ------------------------------------------------------- | --------------------------- | ---- |
| Партія регіонів                                         | 14                          | 87,5 |
| Політична партія Всеукраїнське об'єднання «Батьківщина» | 1                           | 6,3  |
| Самовисування                                           | 1                           | 6,3  |

#### За округами
| № округу                                                | Прізвище, ім'я, по батькові    | Дата визнання обраним | Освіта  | Партійна приналежність                        | Відомості про обраного депутата                                                 |
| ------------------------------------------------------- | ------------------------------ | --------------------- | ------- | --------------------------------------------- | ------------------------------------------------------------------------------- |
| Партія регіонів                                         |                                |                       |         |                                               |                                                                                 |
| 1                                                       | Квасюк Петро Васильович        | 04.11.2010            | середня | член Партії регіонів                          | Кашперо-Миколаївська загальноосвітня школа І-ІІІ ст., обслуговуючий             |
| 2                                                       | Погребняк Сергій Володимирович | 04.11.2010            | середня | член Партії регіонів                          | ФГ «Зелений Гай», голова                                                        |
| 4                                                       | Усик Олена Леонідівна          | 04.11.2010            | середня | член Партії регіонів                          | Кашперо-Миколаївська загальноосвітня школа І-ІІІ ст., кухар                     |
| 5                                                       | Виничук Тетяна Миколаївна      | 04.11.2010            | середня | член Партії регіонів                          | Кашперо-Миколаївська сільська рада, діловод                                     |
| 6                                                       | Польшина Валентина Миколаївна  | 04.11.2010            | вища    | член Партії регіонів                          | Кашперо-Миколаївська сільська рада, секретар                                    |
| 7                                                       | Руснак Оксана Олександрівна    | 04.11.2010            | середня | член Партії регіонів                          | Кашперо-Миколаївська загальноосвітня школа І-ІІІ ст., завгосп                   |
| 8                                                       | Сидоренко Віктор Борисович     | 04.11.2010            | вища    | член Партії регіонів                          | ЗАТ"Рассвєт", голова                                                            |
| 9                                                       | Раздзивіло Людмила Миколаївна  | 04.11.2010            | вища    | член Партії регіонів                          | ЗАТ"Рассвєт", головний бухгалтер                                                |
| 10                                                      | Мусієнко Таміла Павлівна       | 04.11.2010            | середня | член Партії регіонів                          | Баштанська райспоживспілка, продавчиня                                          |
| 11                                                      | Запорожець Микола Миколайович  | 04.11.2010            | середня | член Партії регіонів                          | тимчасово не працює                                                             |
| 12                                                      | Виноград Зоя Іванівна          | 04.11.2010            | середня | член Партії регіонів                          | Кашперо-Миколаївська сільська рада, завідувачка дошкільного навчального закладу |
| 13                                                      | Рудичик Антоніна Йосипівна     | 04.11.2010            | середня | член Партії регіонів                          | Кашперо-Миколаївська сільська рада, спеціаліст-землевпорядник                   |
| 14                                                      | Сорока Людмила Антонівна       | 04.11.2010            | вища    | член Партії регіонів                          | Кашперо-Миколаївська загальноосвітня школа І-ІІІ ст., вчитель                   |
| 15                                                      | Новак Микола Йосипович         | 04.11.2010            | середня | член Партії регіонів                          | тимчасово не працює                                                             |
| Політична партія Всеукраїнське об'єднання «Батьківщина» |                                |                       |         |                                               |                                                                                 |
| 3                                                       | Квасюк Олена Миколаївна        | 04.11.2010            | вища    | член Всеукраїнського об'єднання «Батьківщина» | Кашперо-Миколаївська загальноосвітньої школи І-ІІІ ст., вчитель                 |
| Самовисування                                           |                                |                       |         |                                               |                                                                                 |
| 16                                                      | Ніколаєнко Людмила Миколаївна  | 04.01.2011            | вища    | член Партії Християнсько-Демократичний Союз   | приватний підприємець                                                           |

## Населення
Згідно з переписом УРСР 1989 року чисельність наявного населення сільської ради становила 1117 осіб, з яких 496 чоловіків та 621 жінка.
За переписом населення України 2001 року в сільській раді мешкали 1023 особи.

### Мова
Розподіл населення за рідною мовою за даними перепису 2001 року:
| Мова       | Відсоток |
| ---------- | -------- |
| українська | 92,75 %  |
| російська  | 5,02 %   |
| молдовська | 1,26 %   |
| вірменська | 0,29 %   |
| білоруська | 0,19 %   |
| польська   | 0,19 %   |
| болгарська | 0,10 %   |
| угорська   | 0,10 %   |